# Irving Langmuir
Pour les articles homonymes, voir Langmuir.
Irving Langmuir (31 janvier 1881, New York - 16 août 1957, Woods Hole, Massachusetts) est un chimiste et physicien américain. En 1932, il est lauréat du prix Nobel de chimie.

## Biographie
Diplômé de l'université Columbia en 1903 comme ingénieur des mines, il travaille avec Walther Nernst à l'université de Göttingen, où il obtient son doctorat en 1906. Après son séjour en Europe, il revient aux États-Unis où il entre dans le laboratoire de recherche de General Electric à Schenectady.
Il travaille sur de nombreux champs de la chimie et de la physique :
- les phénomènes liés au vide ;
- les mécanismes atomique et moléculaire ;
- les films absorbants ;
- les décharges électriques dans les tubes à gaz basse pression.

Il est lauréat de la médaille William-H.-Nichols en 1915 puis de la médaille Hughes en 1918. En 1920, il reçoit le prix Rumford pour ses travaux sur les phénomènes thermoioniques.
En 1924, il introduit le terme de température électronique et invente une méthode de diagnostic par sonde pour mesurer cette température ainsi que la densité électronique associée. C'est une méthode intrusive qui est encore utilisée de nos jours : elle porte le nom de « sonde de Langmuir. ».
Il a grandement contribué au développement des tubes électroniques en créant une triode à vide poussé, le « pliotron », ainsi que grâce à ces travaux sur le tungstène.
En 1928, il introduit le terme de « plasma » pour désigner les gaz ionisés. Il invente aussi le procédé de soudage dit soudage à l'hydrogène atomique, capable de souder du tungstène (métal le plus réfractaire).
Il reçoit le prix Willard-Gibbs en 1930. Puis il obtient le prix Nobel de chimie en 1932 « pour ses découvertes et ses recherches en chimie des surfaces ». Il est également lauréat de la médaille Franklin en 1934 et du Faraday Lectureship de la Royal Society of Chemistry en 1939.
Durant la Seconde Guerre mondiale, Langmuir et Vincent Schaefer travaillent ensemble au laboratoire de General Electric sur différents problèmes liés au givrage et aux cristaux de glace. De ces travaux leur vient l'idée de produire artificiellement des précipitations. En 1946, ils sont les premiers à expérimenter l'ensemencement des nuages. En 1953 Langmuir invente la notion de  science pathologique.
Le prix Irving-Langmuir est créé par l'American Chemical Society en son honneur en 1931.